# Liard

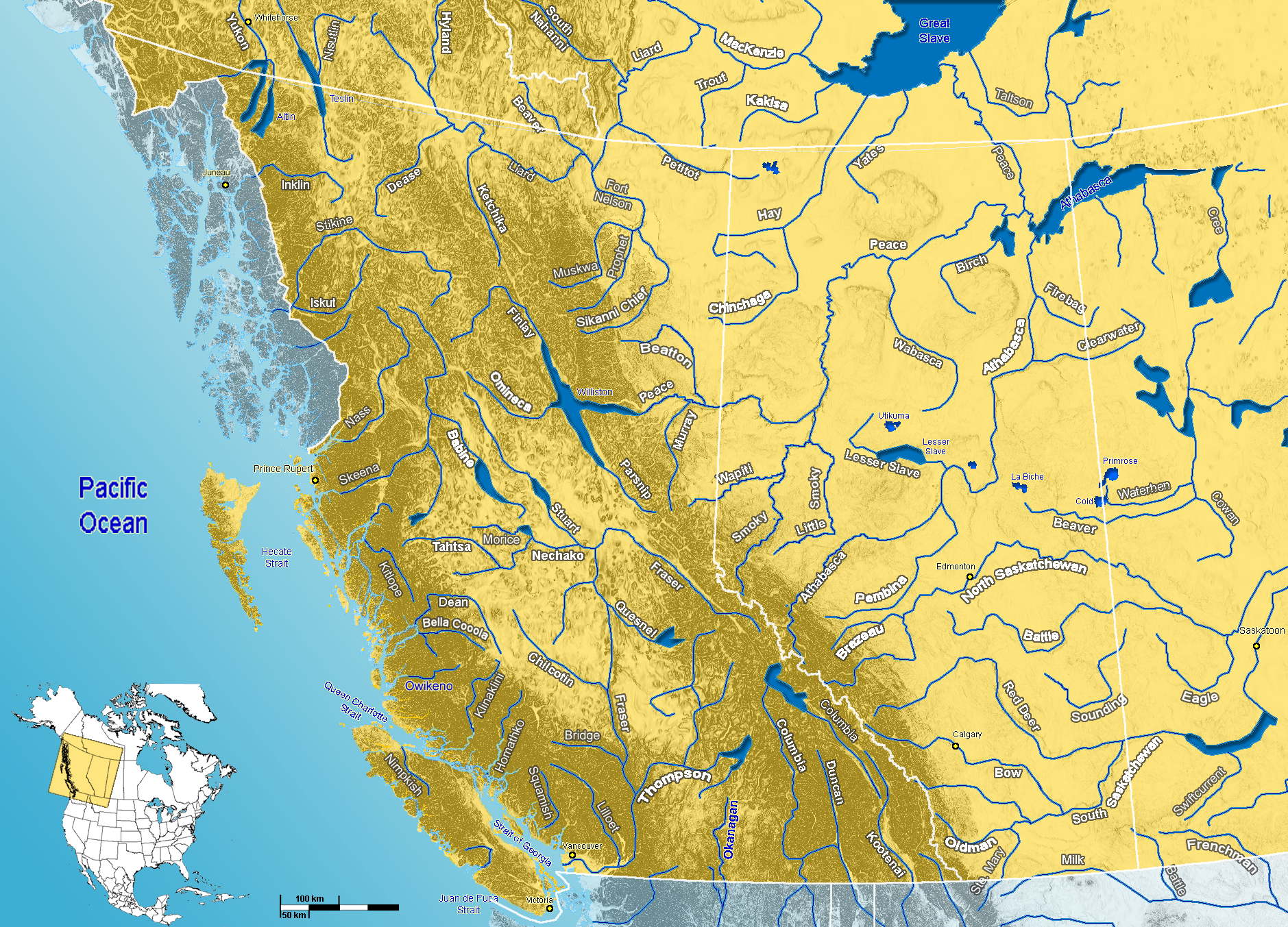
Główne rzeki zachodniej Kanady

Liard – rzeka płynąca przez trzy prowincje kanadyjskie: Jukon, Kolumbia Brytyjska i Terytoria Północno-Zachodnie.
Ze źródła w Górach Pelly w południowo-wschodniej części Jukon, płynie 1115 km w kierunku południowo-wschodnim przez Kolumbię Brytyjską, zaznaczając północny kraniec Gór Skalistych, a następnie zmienia kierunek półkolem ku północnemu wschodowi z powrotem do Jukonu i Terytorii Północno-Zachodnich, aby ujść do rzeki Mackenzie w pobliżu Fort Simpson. Rzeka nawadnia około 277 100 kilometrów kwadratowych powierzchni lasów tundry północnej.
Obszar wzdłuż rzeki na terytorium Jukon zwany jest ”Doliną Rzeki Liar”, a Autostrada Alaska ciągnie się częściowo wzdłuż biegu rzeki.

## Historia odkrycia
Pochodzenie nazwy rzeki jest niejasne, wiadomo tylko, że ma związek z francuską nazwą oznaczającą topolę, która powszechnie rośnie wzdłuż części odcinka rzeki.
John McLeod z Hudson Bay Company, jako pierwszy Europejczyk przemierzył dłuższy odcinek tej rzeki. Wyruszając z Fort Simpson dnia 28 czerwca, 1831 roku, McLeod i ośmiu innych przebrnęli rzekę docierając w nieco powyżej sześć tygodni do dopływu Dease, nadając mu nazwę. Cztery dni później dotarli do rzeki Frances, omyłkowo udając się jej nurtem, myśląc, że jest to główna odnoga.
W dziewięć lat później Robert Campbell również z Hudson Bay Company, powędrował do źródła rzeki Liard, znajdującego się w St. Cyr Range w Górach Pelly.

## Interesujące miejsca
- Wielki Kanion Liard – Grand Canyon of the Liard – jest to spektakularny przełom o długości 30 km, na wschód od gorących źródeł rzeki Liard. Zawiera mnóstwo bystrz, klasy IV i wyższej.
- Gorące źródła – Liard River Hotsprings – popularna atrakcja turystyczna, zlokalizowana przy 765 kilometrze Autostrady Alaska.
- Historyczny most wiszący – Liard River Suspension Bridge – wybudowany w 1944 roku, zlokalizowany przy 798 kilometrze Autostrady Alaska.